# Segóvia
Segóvia (em castelhano: Segovia) é um município da Espanha na província de Segóvia, comunidade autónoma de Castela e Leão. Tem 163,6 km² de área e em 2021 tinha 51 258 (densidade: 313,3 hab./km²).

## Geografia e clima
O clima é mediterrânico continental, frio e parcialmente seco, resultado da elevada altitude. A proximidade com o sistema central e sua distância da costa, a temperatura média anual é de 12 °C, com mínimas em Dezembro de -14 °C e máximas em Julho de 34 °C; a precipitação anual é de 520 mm por ano. A vegetação é predominantemente pinheiro negro, pinheiro manso, carvalho, faia, giestas e zimbros e paisagens em pousio.

## Património da Humanidade
A cidade foi declarada Património da Humanidade pela UNESCO em 1985. É conhecida internacionalmente pelo aqueduto romano. Destacam-se igualmente a catedral e o alcázar e o Palácio Real de Riofrio.

## Demografia
| Variação demográfica de Segóvia entre 1991 e 2004 |        |        |        |
| 1991                                              | 1996   | 2001   | 2004   |
| 54 375                                            | 54 287 | 54 368 | 55 586 |
|                                                   |        |        |        |

## Gastronomia
Na gastronomia de Segovia, destaca-se o leitão assado de Segóvia, temperado apenas com água e sal. Além de outras comidas típicas espanholas.